# دون جيوفاني
| أوبرا دون جيوفاني |
| --- |
| الكاتب: لارونزو دا بونتي المؤلف الموسيقي: موتسارت تاريخ العرض: 27 أكتوبر 1787 مكان العرض: المسرح الوطني, براغ، التشيك اللغة: إيطالية المدة : 165 دقيقة وقت الاحداث: القرن السابع عشر المكان: إشبيلية - إسبانيا |

اوبرا دون جيوفاني، إحدي إبداعات الموسيقار النمساوي العالمي موتسارت عام 1787 . اقتبس فيها سيرة متداولة بين نبلاء أوروبا عن نبيل من مدينة البندقية الإيطالية يدعى جياكومو كازانوفا (1725- 1796) الذي يتنقل بين عواصم ومدن عديدة وذاع صيته كزير للنساء. تعتبر الاوبرا الأكثر قتامة لموتسارت، ألفها بعد وفاة والده كما قال عدوه اللدود (ساليري)، ولقد كانت هذه الاوبرا هي محاكاة بين شبح الموت (ليبولد) والدون الذي اخذه من بعد للجحيم تاركا الابن . لقد كانت هذه الاوبرا من الناحية النفسية هي إسقاط حدث على شخصية موتسارت، بعد وفاة والده الذي هجره وعانى فيها من اثم الفراق وموت والده بسببه، والذي ادى إلى تأليفه القدّاس الأكثر شهرة فيما بعد (قداس ارواح الموتى) الاوبرا هي من روائع الموسيقى الكلاسيكية وهي باللغة الايطاليه.

## الشخصيات
1. دون جيوفاني النبيل المشهور بعلاقاته النسائية.
2. خادم دون جيوفاني
3. القائد دون بيدرو
4. دونا آنا ابنتهز وخطيبة دون اوتيفو
5. دون اوتافيو
6. دونا ألفيرا، ليدي بورغوس والتي تخلى عنها دون جيوفاني
7. ماسيتو فلاح
8. خطيبة ماسيتو

## القصة والأحداث

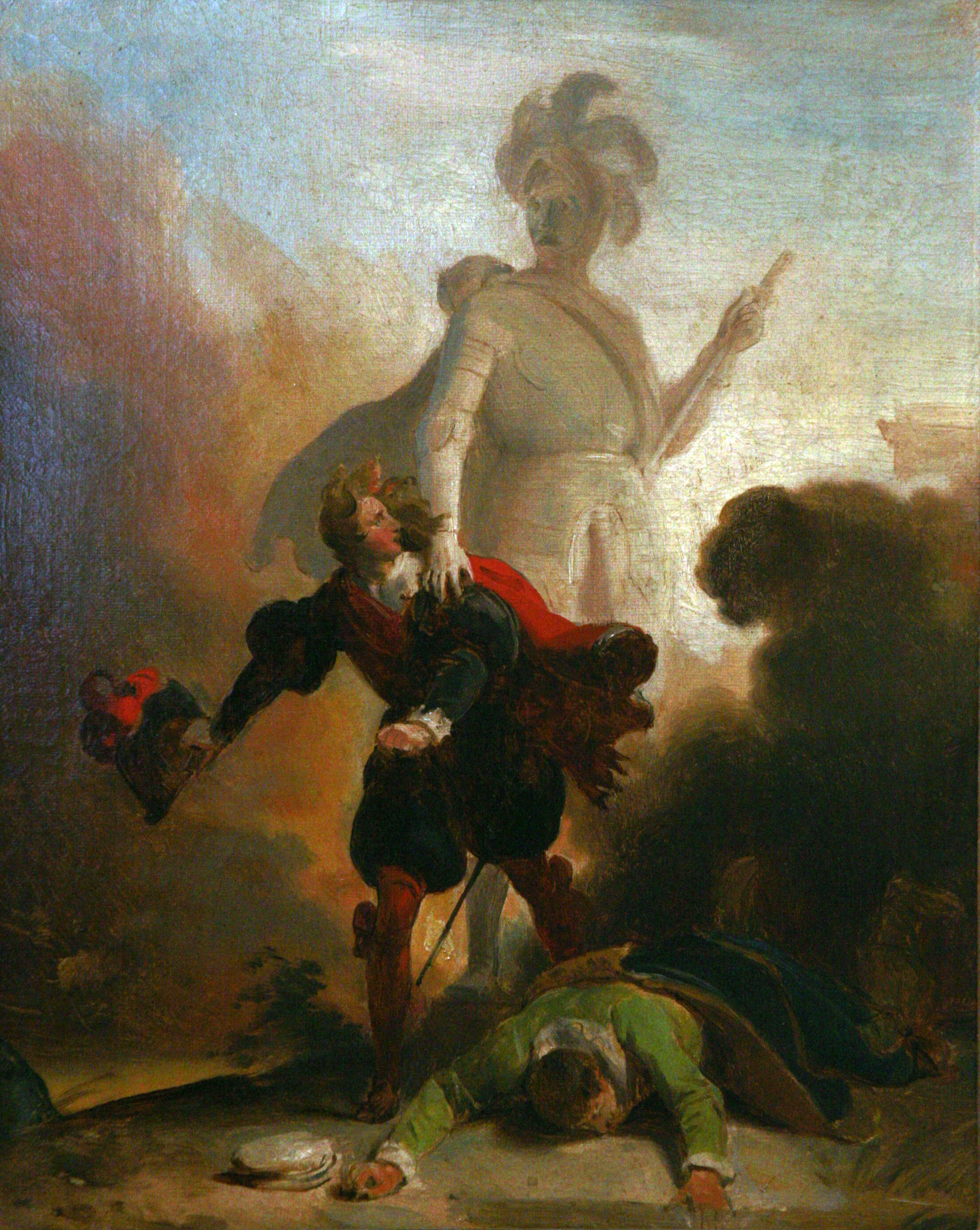
دون جوان امام تمثال القائد

كانت هناك قصيدة للورو بايرون الشاعر الإنجليزي الشهير تحمل هذا الاسم وكانت هناك مسرحية لعميد كتاب المسرح الفرنسي موليير .. تحمل أيضا الاسم نفسه ثم كانت هناك آلاف القصص والأحاديث عن شخصية ساحر النساء الذي لا يقاوم والذي اخترعته المخيلة الشعبية لتجعل منه مثالا رمزيا لتضارب الخير والشر في النفس الإنسانية من خلال مغامرات عاطفية ونفسية والبعض منها له خلفية روحية شفافة ومؤثرة إلي أن وصلت الأمور إلي المؤلف العبقري موزارت الذي حول مغامرات دون جوان إلي أوبرا من فصلين تعتبر الآن واحدة من أشهر الأوبرات الألمانية وأكثرها شعبية وانتشارا وتعتبر واحدة من أقوي الأسلحة التي واجهت بها الأوبرا الألمانية الأوبرا الإيطالية التي غزت أوروبا كلها وتسيدت الصدارة الموسيقية أزمانا طويلة، لم يكن أمامها أي منافس أو أي موسيقار يجرؤ علي منافستها أو الدنو منها. شخصية مركبة اعتمد موزارت في كتابة هذه الأوبرا علي الكثير مما سمعه وما قرأه عن هذه الشخصية المركبة التي تحمل في طياتها كل تقلبات النفس البشرية وتأرجحها بين الشر المطلق ووهم الذات المتضخمة والتي تنتهي بضربة واحدة عندما تواجه قوة روحية وسماوية حاولت أن تتحداها ولكنها وجدت نفسها وقد وصلت إلي آخر الطريق وما عليها إلا الاستسلام بعد أن تحطمت كبرياؤها وزالت الغشاوة عن عينيها. الأوبرا التي ألفها موزارت تتأرجح بين الميلودراما والكوميديا والبُعد الروحي الصوفي من خلال مغامرات هذا الفتي المتكبر الشديد الوسامة واللبق اللسان الذي احترف غواية النساء وإغراءهن ثم هجرهن بعد أن ينال مراده منهن. كبرياء دون جوان وثقته الزائدة بنفسه ومواهبه وعدم إصغائه لأي وازع من ضمير أو أخلاق في سبيل تحقيق هدفه، يعشق الحواجز المنيعة ويتحداها لكي يقهرها ويحقق قول بايرون «ليت للنساء جميعا فم واحد لقبلته واسترحت» إنه كمدمن الخمرة كلما عب كأسا اشتاق إلي غيرها وكلما أغوي امرأة حلم بامرأة أخرى نساء الأرض كلهن لا يكفينه أنه دائم الشبق دائم المغامرة دائم البحث لا يعبأ بأخلاق ولا قيم.. نراه في مطلع المسرحية يتسلل إلي مخدع «دونا آنا» محاولا اغتصابها وإغواءها وعندما هرع والدها لنجدتها لا يتردد دون جوان في قتله محتميا بقناع وضعه علي وجهه كي لا تتعرف «آنا» علي شخصيته وتقسم «آنا» علي الثأر لوالدها، يساعدها في ذلك رجل أحبها بصمت وصدق وحتي عندما تكتشف «آنا» أن قاتل أبيها هو دون جوان الذي أحبته لا تمتنع عن تلبية نداء قلبها مترددة بين واجبها الأخلاقي ونداء قلبها العاطفي. علاقة قصيرة وهناك أيضا العاشقة الولهانة «دونا ألفيرا» التي هجرها دون جوان بعد علاقة قصيرة والتي تلحق به في كل مكان يذهب إليه محاولة استعادة حبها الضائع. وهناك الفلاحة زرلينا التي تحتفل بزواجها بالمزارع مازيتو بعد علاقة حب طويلة والتي يحضر دون جوان زفافها، ويقرر إغواءها في نفس هذه الليلة المقدسة وإبعادها عن حبيب عمرها مغريا إياها بزواج وهمي ووعود براقة. وتجتمع النساء الثلاث مرة واحدة لمواجهة دون جوان المخادع الذي لا يتورع عن الزج بخادمه الوفي ليبوريللو في تيه مغامراته ويكاد أن يؤدي به إلي القتل عندما يطلب منه أن يتقمص شخصيته كي يتمكن هو من الهرب من وجه مطارديه. دون جوان هو الشر المطلق الذي وصلت به كبرياؤه إلي تحدي الموت وكل ما يمثله «الماوراء» من أسرار وغموض حين يهزأ بتمثال الكومنداتور ويتغافل عن سماع نصائحه الروحية بل يدعوه إلي العشاء معه. وفي تلك الوثيقة تحضر روح الكومانداتور ويواجه دون جوان الذي يلقي بأسلحته جميعا ويستسلم للنار الإلهية التي تحرقه وتنتقم منه بعد أن عجز البشر جميعا عن الثأر منه وإنزال القصاص الذي يستحقه به. في هذه النهاية الروحية وشبه الأخلاقية ينهي موزارت عمله الإبداعي الكبير الذي قدم فيه من خلال الموسيقي والأغاني أعمق وأبدع ما ألهمته به قريحته الموسيقية الفذة.

## روابط خارجية
- Opera Guide Synopsis (4 languages), libretto (German, English, Italian), highlights
- Opera in a nutshell Soundfiles (MIDI)
- Piano-Vocal Score of Don Giovanni from جامعة إنديانا بلومنجتون
- San Diego OperaTalk! with Nick Reveles: Don Giovanni[وصلة مكسورة]
- Libretto from Naxos Records
- (بالألمانية)

```
Don Giovanni opera
```